# ماجا ساویچ
ماجا ساویچ (انگلیسی: Maja Savić؛ زادهٔ ۲۹ آوریل ۱۹۷۶) بازیکن هندبال اهل مونته‌نگرو است.